# Jeffrey Dahmer
Jeffrey Lionel Dahmer (Milwaukee, 21 maggio 1960 – Portage, 28 novembre 1994) è stato un serial killer statunitense.
Conosciuto come il "Cannibale di Milwaukee" (Milwaukee Cannibal) o il "Mostro di Milwaukee"(Milwaukee Monster), fu il responsabile di 17 omicidi effettuati tra il 1978 e il 1991 con metodi particolarmente cruenti (contemplando atti di violenza sessuale, necrofilia, cannibalismo e squartamento). Fu condannato nel 1992 alla pena dell'ergastolo per poi essere ucciso, due anni dopo, insieme ad un altro carcerato di nome Jesse Anderson, durante il turno di pulizie, da Christopher Scarver, un detenuto sofferente di schizofrenia.

## Biografia

### Infanzia e adolescenza
Jeffrey Dahmer nacque il 21 maggio 1960 a Milwaukee,, come figlio primogenito di Lionel Harbert Dahmer (1936-2023), all'epoca studente iscritto alla facoltà di chimica alla Marquette University di lontane origini tedesche e gallesi, e Joyce Annette Flint (1936-2000), un'istruttrice di telescriventi di origini norvegesi ed irlandesi.
Visse, malgrado alcuni problemi di salute dovuti ad un'ernia inguinale, un'infanzia tranquilla fino all'età di sei anni (contrariamente a quanto affermano altre fonti biografiche, secondo cui Dahmer visse in un clima familiare molto inquieto e violento e che finì vittima di un vicino di casa che, più volte, lo violentò), quando la sua famiglia si trasferì a Doylestown, Ohio. A partire da quell'età, Dahmer sviluppò un carattere chiuso e apatico, sia per l'eccessiva lontananza di suo padre Lionel a causa dei suoi continui impegni accademici, che per la grave forma di depressione di cui soffriva la madre Joyce, già ipocondriaca da tempo, motivo per cui richiedeva cure costanti e passava gran parte delle sue giornate a letto. Di conseguenza, nessuno dei due genitori dedicò molto tempo al figlio, che in seguito ricordò di essersi sentito "incerto sulla solidità della famiglia" fin dalla tenera età, ricordando peraltro le numerose liti tra i suoi genitori durante i suoi primi anni.
Quando Joyce partorì per la seconda volta, nel dicembre del 1966, lasciò che fosse Jeffrey a scegliere il nome del suo fratellino, che fu chiamato David.
Dal 1968 in poi, il piccolo Jeffrey incominciò a collezionare resti di animali morti che usava seppellire nel bosco situato dietro l'abitazione dei genitori a Bath Township, in Ohio, dove la famiglia si era trasferita pochi mesi prima. Due anni più tardi chiese al padre cosa sarebbe successo alle ossa di pollo qualora fossero state immerse nella candeggina; il padre, orgoglioso di quella che credeva essere una semplice curiosità scientifica del figlio, gli mostrò come sbiancare e conservare ottimamente gli scheletri di animali. Per esempio, nel 1975, Jeffrey decapitò la carcassa di un cane che era stato investito da un'auto, per poi inchiodarne il corpo a un albero e impalarne il teschio su un bastone nel bosco dietro casa sua.
A tredici anni cominciò inoltre a coltivare fantasie sessuali in cui l'oggetto del suo desiderio erano persone morte, e a subire scherzi a scuola.

### Adolescenza
Quando raggiunse la pubertà, Dahmer capì di essere gay, scegliendo tuttavia di non dirlo ai suoi genitori.
A partire dai sedici anni iniziò a consumare regolarmente grandi quantità di alcolici nelle ore diurne, spesso nascondendo le bottiglie di scotch all'interno della giacca che indossava a scuola, dove era generalmente visto come uno studente educato e molto intelligente, malgrado fosse piuttosto silenzioso durante le lezioni.
Nel 1977, dopo aver scoperto che la moglie lo tradiva con un altro uomo, il padre Lionel lasciò la famiglia per stabilirsi provvisoriamente in un motel poco distante; Joyce e David andarono ad abitare a Chippewa Falls, mentre Jeffrey, una volta compiuti i 18 anni di età, decise di fare ritorno nella vecchia casa di famiglia in Ohio.

### Il primo omicidio
Il 18 giugno 1978, subito dopo il divorzio dei genitori e in seguito al conseguimento del diploma della scuola superiore, Dahmer mise in atto il suo primo omicidio. La sua prima vittima fu Steve Hicks, un autostoppista di 19 anni. In quell'occasione l'assassino invitò il giovane nella casa dei genitori rimasta vuota, gli offrì una birra, gli fece ascoltare della musica e finì per ucciderlo, colpendolo con un manubrio di 4,5 kg e soffocandolo. Successivamente gli tolse i vestiti, gli si mise a cavalcioni, vi si masturbò sopra e smembrò il cadavere. Dahmer dapprima disciolse nell'acido alcuni pezzi di carne per gettarli nel gabinetto, quindi frantumò le ossa di Hicks con una mazza da baseball e, infine, le nascose in sacchi per l'immondizia che seppellì nel bosco situato dietro casa.
Subito dopo il delitto, Dahmer si iscrisse all'Università statale dell'Ohio, che abbandonò dopo soli tre mesi, a causa della scarsa frequenza alle lezioni e dell'alcolismo. Nel gennaio 1979, non volendo cercare un lavoro, fu sollecitato dal padre ad arruolarsi volontario nell'esercito, addestrandosi come specialista medico presso Fort Sam Houston di guarnigione a San Antonio, in Texas. Il 13 luglio dello stesso anno venne assegnato a Baumholder, nella Germania Ovest, dove servì con l'incarico di soccorritore militare all'interno del 2º Battaglione, 68º Reggimento Corazzato dell'8ª Divisione di Fanteria. Trascorsi due anni di servizio, nel marzo 1981 fu dimesso per via del suo sempre più grave alcolismo. Ricevette tuttavia un congedo onorevole, dato che i suoi superiori ritenevano che i problemi che Dahmer aveva nell'esercito non sarebbero stati applicabili alla vita civile.
Tornato negli Stati Uniti, Dahmer fu dapprima spedito nella base militare di Fort Jackson, nella Carolina del Sud, per poi stabilirsi a Miami Beach (dove lavorò in una banca del sangue presso un ospedale). Nel 1981 Lionel lo mandò a vivere a casa di sua nonna Catherine Jemima Hughes (1904-1992) a West Allis; ella era infatti l'unico membro della famiglia a cui mostrava affetto e, sotto la sua influenza, il padre sperava che Jeffrey smettesse di bere, trovasse un lavoro e iniziasse a vivere in modo responsabile.
Inizialmente, tale sistemazione con la nonna sembrò proseguire nel migliore dei modi: il giovane la accompagnava in chiesa, svolgeva volentieri le faccende domestiche e fu assunto come flebotomo presso il Milwaukee Blood Plasma Center per dieci mesi, prima di essere licenziato. Dahmer rimase disoccupato per oltre due anni, spendendo quei pochi soldi che gli dava la nonna in alcolici e sigarette.
Durante questo periodo, Dahmer continuò a coltivare le proprie passioni sciogliendo nell'acido scoiattoli morti e custodendo nell'armadio manichini rubati. Nel 1985, peraltro, mentre era seduto a leggere alla Biblioteca di West Allis, un ragazzo gli lanciò un bigliettino nel quale si offriva di praticargli una fellatio; sebbene Dahmer non abbia mai risposto al messaggio, quell'evento contribuì a far risvegliare in lui le sue fantasie di dominio e sopraffazione, portandolo a frequentare sempre con maggior insistenza i bar gay della città e passare tempi prolungati nei bagni degli uomini.

### Gli altri delitti

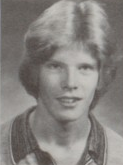
Steven Tuomi (1979)

Il 20 settembre 1987 Dahmer incontrò in un bar gay Steven Tuomi, un ragazzo di 25 anni con lontane ascendenze finlandesi originario di Ontonagon, in Michigan: dopo aver assunto consistenti quantità di alcolici, Jeffrey uccise la propria vittima in una stanza di albergo all'Ambassador Hotel di Milwaukee, ne chiuse il cadavere in una valigia acquistata per l'occasione per poi portarlo nella cantina della casa di sua nonna, dove ebbe con esso rapporti sessuali. Infine, il cadavere fu smembrato e i resti gettati tra i rifiuti. Sette mesi più tardi uccise Jamie Doxtator, un quattordicenne di origini nativo-americane che frequentava i locali gay della città in cerca di una relazione: dopo averlo attirato con un'offerta di $50 per posare per una foto di nudo, Dahmer lo strangolò sul pavimento della cantina, per poi gettare i resti di Jamie nella spazzatura.
Il 24 marzo 1988 Dahmer massacrò Richard Guerrero, un ragazzo bisessuale di 22 anni di origini messicane, anch'egli incontrato in un bar gay (anche se la famiglia della vittima ribadì più volte la sua estraneità a tale ambiente): egli dapprima lo drogò con una massiccia dose di sonniferi, poi lo soffocò con un cinturino di pelle, sbarazzandosi successivamente del corpo.
Nel settembre 1988 fu allontanato da casa della nonna a causa del suo comportamento erratico, dei continui rumori molesti e dei terribili odori provenienti dalla cantina. Si trasferì in un appartamento di Milwaukee situato vicino alla fabbrica di cioccolata in cui lavorava; in quello stesso mese adescò Somsack Sinthasomphone, un ragazzo laotiano di tredici anni, promettendogli dei soldi per un servizio fotografico. La vittima riuscì però a sfuggire all'aggressore e a denunciarne le violenze. Grazie alla denuncia, Dahmer fu arrestato e accusato di violenza sessuale. In attesa del processo (che lo condannò a dieci mesi di ospedale psichiatrico, nonostante l'accusa avesse chiesto l'incarcerazione), Dahmer in seguito tornò a vivere a casa della nonna. Qui massacrò Anthony Sears, incontrato in un circolo gay: anche in questo caso la vittima fu drogata, strangolata e in seguito violentata.

#### L'appartamento a North 25th Street
Il 14 maggio 1990, subito dopo aver ottenuto la libertà condizionata, Jeffrey si trasferì dalla casa di sua nonna a West Allis all'appartamento n°213 presso il 924 dell'edificio Oxford, situato sulla 25esima strada a nord di Milwaukee, in una zona presidiata prevalentemente da minoranze etniche ed alto indice di criminalità. Dahmer portó con sé la testa mummificata e i genitali di Sears. Da allora in poi intensificherà la propria attività omicida uccidendo, in poco più di un anno (in un periodo che va da giugno 1990 a luglio 1991), dodici persone con gli stessi metodi utilizzati per le vittime precedenti. Va sottolineato che dopo il terzo omicidio compiuto nell'appartamento 213 (Quello di David Thomas, nel settembre 1990), Dahmer non uccise più nessuno per quasi cinque mesi, anche se in almeno cinque occasioni tra l'ottobre 1990 e il febbraio 1991 tentò senza successo di adescare uomini nel suo appartamento. Sempre in quel periodo, in diverse occasioni, Dahmer confidò all'agente di sorveglianza di aver avuto pensieri suicidi.

### Omicidi del 1991
In questo periodo non fu mai scoperto né dai vicini di casa (i quali lamentavano tuttavia strani rumori e odori nauseabondi provenienti dal suo appartamento), né dalla polizia, che pure era riuscita a entrare nell'appartamento in seguito a un tentativo di fuga da parte della futura vittima Konerack Sinthasomphone (fratello minore del ragazzo laotiano che Dahmer aveva adescato anni prima). Il ragazzo era riuscito a liberarsi e a ricevere soccorso da parte di due donne che chiamarono la polizia: Dahmer riuscì tuttavia a convincere gli agenti che Sinthasomphone (pesantemente intossicato da alcol e droghe) fosse il suo fidanzato, allontanatosi in seguito a una banale lite. Quando gli agenti se ne andarono, Dahmer uccise, violentò, smembrò e mangiò parzialmente la vittima.
Gli agenti furono successivamente molto criticati per non aver prestato ascolto alle donne, ignorato le telefonate in cui queste aggiungevano dettagli e chiedevano ulteriori informazioni, aver fatto commenti razzisti verso la vittima (emersi dalle registrazioni fra la centrale e la pattuglia) e non aver condotto ricerche nell'appartamento di Dahmer, dove nella camera era ancora riverso uno dei cadaveri delle vittime; in seguito a queste polemiche gli agenti furono rimossi, ma vennero in seguito reintegrati e uno dei due divenne successivamente capo di una sezione di polizia di provincia.

### La cattura
Il 22 luglio 1991 Dahmer invitò Tracy Edwards nella sua abitazione, dove gli somministrò una dose di sonnifero, lo ammanettò a un braccio e lo costrinse a entrare nella stanza da letto. Accortosi della presenza di foto di cadaveri smembrati appese ai muri e di un odore insopportabile proveniente da un barile, Edwards colpì l'aggressore con un pugno e fuggì dall'appartamento. Fermato da una pattuglia della polizia, convinse gli agenti Robert Rauth e Rolf Müller ad andare a controllare l'appartamento di Dahmer, all'interno del quale furono ritrovati numerosi resti di cadaveri conservati nel frigorifero, alcune teste e mani tagliate di netto all'interno di pentole, teschi umani dipinti, peni conservati in formaldeide, due cuori umani avvolti in sacchetti di plastica e fotografie di cadaveri squartati all'interno di cassetti. Dopo una breve colluttazione Jeffrey fu immobilizzato e condotto in prigione, in attesa di essere sottoposto a processo.

### Il processo
(La dichiarazione di Jeffrey Dahmer alla corte dopo il processo.)
Il processo di Dahmer iniziò il 30 gennaio 1992 a Milwaukee, in cui dovette rispondere ai 15 capi di imputazione davanti al presidente della corte, il giudice Laurence Gram. Per poterlo effettuare furono adottate nell'occasione severe misure di sicurezza per proteggere l'imputato da possibili aggressioni da parte dei familiari delle vittime. Egli si dichiarò colpevole il 13 gennaio, e nonostante la difesa avesse invocato l'infermità mentale per il proprio assistito, Dahmer fu riconosciuto colpevole e, con sentenza del 13 luglio 1992, condannato alla pena dell'ergastolo per ogni omicidio commesso totalizzando 957 anni di prigione. Gram spiegò il motivo di sommare un ergastolo all'altro: la sentenza era stata strutturata in modo tale che, anche nel caso in cui i legali avessero tentato un ricorso in appello, Jeffrey Dahmer non sarebbe stato mai più messo in libertà.

### L'intervista
Poco prima di morire, alla presenza del padre Lionel, rilascia una lunga intervista–confessione al giornalista televisivo Stone Phillips, nella quale cerca di spiegare le ragioni profonde del suo agire. Rifiuta ogni tipo di colpevolizzazione dei genitori e della loro educazione, e si assume appieno la responsabilità di quei delitti. In parte attribuisce il perché di quelle sue azioni alle sue incontrollate pulsioni sessuali e in parte all'essersi allontanato dalla fede (che ritroverà solo durante la sua carcerazione), e all'essere divenuto non-credente: infatti alla domanda del giornalista su quale fosse il motivo per cui sentisse la responsabilità degli omicidi solo dopo essere stato catturato e sul perché di quel comportamento, Dahmer rispose: "Sono convinto che, se uno non crede nell'esistenza di Dio che gli chiederà conto delle sue azioni, allora perché dovrebbe comportarsi bene?".

### La morte

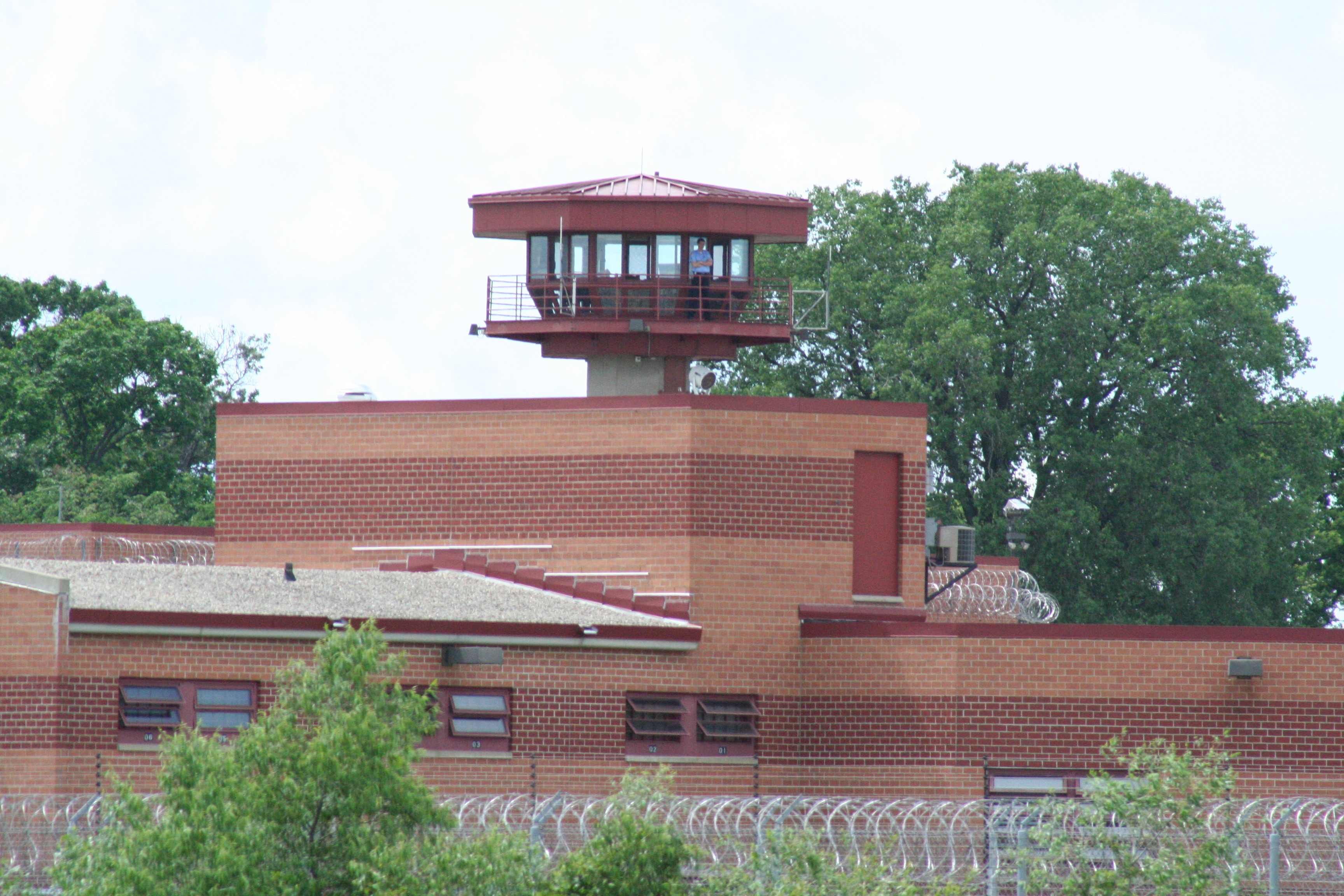
Il Columbia Correctional Institute di Portage (Wisconsin), dove avrebbe vissuto per il resto dei suoi giorni.

Subito dopo la condanna, Dahmer fu incarcerato nel Columbia Correctional Institute di Portage, dove si convertì al cristianesimo. Il 3 luglio 1994 il detenuto Osvaldo Durruthy tentò di tagliargli la gola con un rasoio nascosto all'interno di uno spazzolino da denti mentre Jeffrey partecipava a una funzione religiosa nella cappella del carcere; in seguito a ciò gli fu proposto il trasferimento in isolamento, ma Dahmer rifiutò, dichiarandosi pronto a morire e ad accettare qualsiasi punizione che potesse dare giustizia agli orribili delitti da lui commessi.
Il 28 novembre finì per essere nuovamente aggredito da Christopher Scarver, un detenuto sofferente di schizofrenia, che lo colpì con l'asta di un manubrio trafugata dalla palestra del carcere. Tale aggressione gli risulterà fatale, e morì durante il trasporto in ospedale a causa del trauma cranico riportato. Il suo cervello fu in seguito prelevato e conservato per studi scientifici.
La casa dove aveva compiuto gran parte dei suoi omicidi è stata demolita nel novembre 1992.

## Eventi postumi
Dopo la sua morte, si sono verificati alcuni eventi direttamente collegati a Jeffrey Dahmer:
- Nel 1995 Christopher Scarver, l'ergastolano che lo uccise in carcere, fu condannato a scontare altri due ergastoli: il primo per l'omicidio di Dahmer, il secondo per l'uccisione di un altro detenuto, Jesse Anderson, ucciso nelle stesse circostanze. I due ergastoli sono stati aggiunti a quello che Scarver già scontava per l'omicidio del proprio datore di lavoro.
- Nel 1996 la città di Milwaukee ha comprato per mezzo milione di dollari tutta la sua macabra collezione di corpi smembrati. L'interesse della città statunitense in cui colpì non fu spinto dal desiderio di esporli in un museo del crimine, ma di distruggerli (sotto la spinta dal testamento di Jeffrey Dahmer che voleva essere dimenticato), cosa che venne fatta.

## Modus operandi
Tutte le 17 vittime degli omicidi di Dahmer erano principalmente ragazzi, adolescenti o adulti (perlopiù omosessuali) di etnia afroamericana o asiatica e, come rilevato in seguito dalla polizia locale e dai rapporti dell'FBI, alcuni di loro avevano già precedenti penali di una certa entità alle loro spalle. Il serial killer li adescava nei pressi dei luoghi di ritrovo per omosessuali fingendosi un fotografo in cerca di modelli col pretesto di vedere film dal contenuto hard e bere qualcosa insieme, oppure semplicemente proponendo loro un rapporto sessuale. Le vittime venivano nella maggior parte dei casi narcotizzate e uccise tramite strangolamento. Solo una di loro fu pugnalata, sempre in seguito alla somministrazione di un narcotizzante. Le vittime subivano talvolta atti di necrofilia e infine venivano squartate con una sega. Tutta l'operazione era documentata da Dahmer tramite varie fotografie che illustravano il processo in ogni singolo passo.
Le parti asportate dai corpi venivano conservate in freezer come cibo, disciolte nell'acido, oppure messe in formaldeide. Alcune teste venivano invece bollite per rimuoverne la carne, lasciando il teschio nudo che veniva poi dipinto per farlo sembrare di plastica. Dahmer sottopose inoltre alcune vittime a esperimenti di lobotomia, iniettando nel loro cervello acido muriatico o acqua bollente tramite dei fori trapanati nel cranio, con l'apparente scopo di creare zombie, e provocando la morte dei malcapitati.

### Le vittime
| Nome                              | Età | Data di morte     |
| --------------------------------- | --- | ----------------- |
| Stephen Hicks                     | 19  | 18 giugno 1978    |
| Steven Tuomi                      | 24  | 20 settembre 1987 |
| Jamie Doxtator                    | 14  | 16 gennaio 1988   |
| Richard Guerrero                  | 21  | 24 marzo 1988     |
| Anthony Sears                     | 24  | 25 marzo 1989     |
| Eddie Smith                       | 28  | 14 giugno 1990    |
| Raymond Smith (aka Ricky Beeks)   | 27  | 27 luglio 1990    |
| Ernest Miller                     | 22  | 22 settembre 1990 |
| David Thomas                      | 23  | 24 settembre 1990 |
| Curtis Straughter                 | 17  | 19 febbraio 1991  |
| Errol Lindsey                     | 19  | 19 aprile 1991    |
| Tony Hughes                       | 31  | 24 maggio 1991    |
| Konerack Sinthasomphone           | 14  | 27 maggio 1991    |
| Matt Turner (aka Donald Montrell) | 20  | 30 giugno 1991    |
| Jeremiah Weinberger               | 23  | 5 luglio 1991     |
| Oliver Lacy                       | 23  | 12 luglio 1991    |
| Joseph Bradehoft                  | 25  | 19 luglio 1991    |

## Nella cultura di massa
A causa dell'efferatezza dei suoi delitti, la figura di Jeffrey Dahmer è stata più volte oggetto di riferimenti o citazioni in ambito musicale, cinematografico e letterario.
Nel 1994 il gruppo americano thrash metal Slayer pubblicano il brano 213 (incluso nell'album Divine Intervention) che racconta in prima persona le ossessioni  di Dahmer.
Sempre nel 1994 un altro gruppo americano goth rock "Christian Death" pubblicano il brano "Still Born/Still Life pt. one (for Jeffrey Dahmer)(with love)" nel album "The Rage of Angels" nel quale il cantante "Rozz Williams" lo cita con chiari riferimenti alle sue perversioni.
Il romanzo del 1996 Exquisite corpse di Poppy Z. Brite (in italia Cadavere squisito, Frassinelli, 1997) si ispira chiaramente alle gesta di Dahmer. Nel 2012 viene pubblicato il romanzo a fumetti My Friend Dahmer di Derf Backderf, in cui l'autore racconta la sua esperienza come compagno di classe e amico del futuro serial killer.
Nel 1998 il gruppo doom metal giapponese Church of Misery include nel loro primo EP Taste the Pain il brano Room 213 (Jeffrey Dahmer) chiaramente ispirato alla figura di Dahmer.
Nel 2000 la band grindcore Macabre fa uscire Dahmer, concept album incentrato sulle vicende del serial killer.
Nel 2002 viene interpretato da Jeremy Renner nel film Dahmer - Il cannibale di Milwaukee: il film è stato diretto da David Jacobson con Jeremy Renner nel ruolo del mostro di Milwaukee. In questo film il regista ha cercato di approfondire le storie degli omicidi commessi da Jeffrey, ma ha cercato di mettere in luce anche il lato umano. Il regista è stato spinto da alcune dichiarazioni di Jeffrey che, durante il processo in cui fu condannato a 15 ergastoli, aveva affermato di non aver mai odiato nessuno, ma di voler esaudire il proprio desiderio di possedere un cadavere e per le sue vittime cercava la morte meno dolorosa (nella maggior parte dei casi Dahmer somministrava dei narcotizzanti alle vittime per poi strangolarle).
Nel 2007 la band death metal/deathcore statunitense Whitechapel pubblica il proprio album di esordio, intitolato The Somatic Defilement, nel quale la traccia introduttiva Necrotizing presenta come unico testo una citazione di Jeff Dahmer proveniente dalla sua intervista. ("The only motive that there ever was...").
Nel 2015 il personaggio di Jeffrey Dahmer viene interpretato da Seth Gabel in due puntate della serie horror antologica American Horror Story: Hotel, di Ryan Murphy. Nel 2016 Jeffrey Dahmer viene nominato nella serie antologica American Crime Story.
Viene citato anche dai rapper Mac Miller nel brano Break the law e Eminem nei brani Must be the ganja e Bagpipes from Baghdad. Viene inoltre citato nei brani L'alba, Sadico e Saraday Killa del rapper Salmo, nel brano Stronzo pt. 2 del rapper Nitro, in Shaboo di Noyz Narcos, Domino di Axos e Ops! di Mike Highsnob. Viene nominato nella canzone Dark Horse di Katy Perry, nella parte cantata dal rapper Juicy J. Viene, infine, nominato nel brano Cannibal della cantante Kesha e in Pass that Dutch di Missy Elliott.
Nel 2017 viene citato nel film Scappa - Get Out dove l'amico del protagonista lo avverte che potrebbe fare la stessa fine delle vittime del serial killer Jeffrey Dahmer. Nello stesso anno viene interpretato da Ross Lynch nel film My Friend Dahmer.
Jeffrey Dahmer viene citato nella canzone Bandit di Juice WRLD con la partecipazione di NBA YoungBoy.
Nell'episodio 15 dell'ottava stagione di How I Met Your Mother, P.S. I Love You, il personaggio di Ted Mosby formula una teoria, della quale Dahmer costituisce parte del paradigma, la teoria "Dobler-Dahmer": se tra due persone c’è intesa, un gesto estremo può risultare romantico (Dobler); se invece chi lo riceve non ricambia l'interesse, lo stesso gesto appare inquietante ed esagerato (Dahmer).
Nel 2020 viene citato nell’episodio 8 della quarta stagione della serie animata Rick and Morty.
È stato protagonista di una puntata della serie animata South Park, insieme a Ted Bundy e John Wayne Gacy.
Nel 2022 Netflix distribuisce la miniserie televisiva Dahmer - Mostro: la storia di Jeffrey Dahmer con Evan Peters nella parte del serial killer e la docu-serie Conversazioni con un killer: Il caso Dahmer.
Nel 2023 Stephen King lo cita nel suo romanzo Holly nel quale una coppia di anziani professori rapisce alcune persone e pratica atti di cannibalismo.